# Uxantis solennis
Uxantis solennis är en insektsart som beskrevs av Melichar 1902. Uxantis solennis ingår i släktet Uxantis och familjen Flatidae. Inga underarter finns listade i Catalogue of Life.